# Église Saint-Ferréol de La Saulsotte
L'église Saint-Ferréol est une église située à La Saulsotte dans le département français de l'Aube.

## Description
Mobilier et verrières de l'église répertoriés dans la base Palissy.

## Localisation
L'église est située en hauteur à l'écart du village.

## Historique
C'était le siège de la paroisse éponyme qui se dépeuplant laissait l'église isolée. Elle devint ensuite la paroisse Saulsotte-Saint-Ferjeu dans le pouillé de 1761, elle est au doyenné de Pont-sur-Seine et à la collation de l'évêque. L'édifice est inscrit au titre des monuments historiques en 1990.